# David Tomić
David Tomić (* 9. Februar 1998 in Hanau) ist ein deutscher Fußballspieler.

## Karriere
Nach seinen Anfängen in der Jugend des VfB 06 Großauheim und der SG Rosenhöhe Offenbach wechselte er im Sommer 2013 in die Jugendabteilung des 1. FC Kaiserslautern. Nach insgesamt 19 Spielen in der B-Junioren-Bundesliga und 24 Spielen in der A-Junioren-Bundesliga, bei denen ihm insgesamt 14 Tore gelangen, unterschrieb er im Dezember 2016 einen ab Juli 2017 gültigen Profivertrag. Er stand für seine Mannschaft allerdings nur dreimal ohne Einsatz im Kader in der 2. Bundesliga und spielte vor allem in der 2. Mannschaft in der Oberliga Rheinland-Pfalz/Saar, bei der ihm in 25 Spielen 14 Tore gelangen. Nach einer Spielzeit wechselte er im Sommer 2018 zur 2. Mannschaft des VfB Stuttgart in die Regionalliga Südwest. Für seine Mannschaft erzielte er in 48 Spielen 19 Tore.
Im Sommer 2020 erfolgte sein Wechsel zum Drittligisten MSV Duisburg. Dort kam er auch zu seinem ersten Einsatz im Profibereich, als er am 19. September 2020, dem 1. Spieltag, bei der 1:3-Auswärtsniederlage gegen Hansa Rostock in der 46. Spielminute für Lukas Scepanik eingewechselt wurde. Nach einem Jahr mit 17 Drittligaspielen verließ er den Verein wieder. Anfang September 2021 schloss er sich dem Regionalligisten SG Sonnenhof Großaspach an. Im Sommer 2022 wechselte er ligaintern zum SGV Freiberg. In der Saison 2023/24 blieb er vereinslos, anschließend unterschrieb er im Sommer 2024 einen Vertrag bei den Stuttgarter Kickers.

## Nationalmannschaft
Tomić bestritt im Jahr 2017 für die U-19 und die U-20 des Deutschen Fußball-Bundes jeweils ein Länderspiel.